# Hans Bernhard Reichow
 (mai 2023).
Hans Bernhard Reichow (né le 25 novembre 1899 à Roggow et mort le 7 mai 1974 à Bad Mergentheim) est un architecte et urbaniste allemand du XXe siècle. Son ouvrage Die autogerechte Stadt, publié en 1959, est bien accueilli.

## Biographie
Reichow participe à la Première Guerre mondiale de 1917 à 1918 et à partir de 1919 étudie l'architecture à l'Université technique de Dantzig et à l'Université technique de Munich. De 1923 à 1925, il est assistant à Dantzig, en 1926, il obtient son doctorat.
De 1925 à 1928, Reichow travaille comme indépendant à Berlin, dans le bureau d'Erich Mendelsohn et dans la fonction publique. Dans les années 1928-1934, il est urbaniste pour la ville de Dresde, 1934-1936 officier de la construction municipale à Brunswick et 1936-1945 directeur de la construction à Stettin. Afin de pouvoir poursuivre sa carrière dans la construction de bâtiments publics, Reichow rejoint le NSDAP en 1937. À Stettin, il est temporairement libre de travailler sur la refonte de Hambourg, dirigée par Konstanty Gutschow (de).
Pendant la Seconde Guerre mondiale, il travaille sur le Generalplan Ost, qui était est élément central de la politique allemande de colonisation et d'extermination en Europe centrale et orientale. Les planificateurs du Generalplan Ost sont des « cerveaux de l'anéantissement ». Le plan prévoit la réinstallation de groupes de population plus importants dans les zones occupées de Pologne, d'Ukraine et de Russie et "colonisation" des zones ainsi évacuées par les colons allemands. En 1944, il est également membre consultatif du personnel de travail pour la reconstruction des villes endommagées par les bombes (de), dirigé par le ministre de l'Armement Albert Speer.
À partir de 1945, il travaille comme architecte et urbaniste indépendant à Hambourg. Les débuts du développement des colonies dans la période d'après-guerre racontent son travail à Wolfsburg, Hambourg (villes-jardins : Hohnerkamp et Farmsen, ce dernier avec Otto Gühlk (de)), Bielefeld- Sennestadt (avec Fritz Eggeling (de) et Peter Holst), Wunstorf-Barne (avec Fritz Eggeling), Brême-Vahr (avec Ernst May, Max Säume (de) et Günther Hafemann (de)) et le Limesstadt (de) à Schwalbach près de Francfort-sur-le-Main.
Dans l'après-guerre, il publie trois publications : Organische Stadtbaukunst. Von der Großstadt zur Stadtlandschaft (1948), Organische Baukunst (1949) et Die autogerechte Stadt (1959).
Notamment à cause du titre Die autogerechte Stadt, Reichow est mal compris comme un propagandiste de la phase suivante du développement urbain ouest-allemand. Comme l'exige le CIAM, la reconstruction des villes allemandes se fait selon les principes de la séparation des fonctions entre habiter et travailler. La nouvelle construction de formes denses de peuplement à la périphérie des villes entraîne une forte augmentation du nombre de navetteurs dès la fin des années 1950, à laquelle les villes, dont les structures datent souvent du XIXe siècle, ne sont pas en mesure de faire face. Contrairement à ce que suggère aujourd'hui le titre de l'ouvrage, Reichow ne propose en aucun cas le développement forcé des routes intra-urbaines. Ainsi, Reichow critique explicitement le fait de "planifier la ville adaptée à la voiture principalement avec des voies de circulation à différents niveaux, comme le préconise Le Corbusier" (p. 28). Il envisage "une circulation optimale dans un flux léger permanent" (p. 28). Au lieu des grandes "interventions chirurgicales" des voies rapides urbaines (p. 5), il s'intéresse aux petites interventions. Il propose ainsi la réduction ciblée des "carrefours" urbains qui, selon lui, sont responsables de la majorité des accidents ainsi que de l'entrave à la fluidité du trafic. Il prône la transformation des carrefours en débouchés disposés en quinconce, un "régulateur de seuil" qui, tout comme les rues en courbe, doit entraîner une réduction de la vitesse tout en assurant un "minimum d'arrêts, de bruit et de règlements". Il considère en effet que les feux de signalisation et la réglementation par des panneaux sont également erronés. Son système de circulation se veut "différencié selon les types de trafic, les voies piétonnes, les pistes cyclables et les voies de circulation" ainsi que selon "la largeur des routes et des chemins qui varie à chaque nœud". Le nombre considérable de morts sur les routes (Reichow cite dans sa préface le chiffre de 12 000 personnes par an, chiffre datant de 1953, qui est passé à 19 000 en Allemagne jusqu'en 1970, et à environ 3 400 par an aujourd'hui) plaide selon lui pour une révision fondamentale du système de transport urbain. L'écriture de Reichow n'a pas grand-chose en commun avec le concept de "ville adaptée à la voiture", qui vise en premier lieu à éliminer les obstacles de toutes sortes (constructions, piétons, tramways) sur le chemin de la voiture. L'écriture de Reichow n'a pas grand-chose à voir avec le concept de « ville amie des voitures », qui vise avant tout à supprimer les obstacles de toutes sortes (bâtiments, piétons, tramways) sur le parcours de la voiture. Néanmoins, ce type de "planification adaptée à la voiture" s'impose de plus en plus dans l'urbanisme et la planification des transports des années 1960. À partir de 1970, cette conception est vivement critiquée et considérée comme un exemple d'urbanisme raté. D'un point de vue actuel, ce qui est discutable dans la "ville autogérée" de Reichow, c'est surtout sa référence permanente à des idéaux biologistes, qu'il présente comme "organiques" et donc "naturels". Cela s'accompagne de l'idée que la grande ville est une grande unité malsaine, un moloch qu'il faut guérir, diviser en voisinages clairs par l'ordre et l'urbanisme. Cette impulsion se retrouve déjà chez les réformateurs urbains des cités-jardins anglaises et chez les urbanistes des années 1920. Cela est peut-être une source pour Reichow, mais il se rattache surtout à l'"organicité" à petite échelle qu'il contribue à façonner dans le discours urbanistique national-socialiste, motivé par le völkisch et le Führerstaat. La mixité, la superposition et le chaos, qui caractérisent la vie urbaine et la rendent attrayante, n'apparaissent pas dans une telle argumentation.
De 1961 jusqu'à sa mort, Reichow est également président de la Société d'histoire, d'antiquité et d'art de Poméranie. En 1964, il est nommé professeur par l'État de Rhénanie-du-Nord-Westphalie et en 1966, il reçoit la Grande Croix fédérale du Mérite.
En 2005, l'Office d'État bavarois pour la préservation des monuments place le complexe de parc résidentiel ouest à Nuremberg-Sündersbühl, construit par Reichow en 1962-1966, comme le seul modèle mis en œuvre de manière cohérente «d'architecture et d'architecture urbaines organiques» en Bavière sous la protection des monuments. (protection d'ensemble). La cité-jardin de Farmsen (de) à Hambourg, construite par Reichow, est classée monument historique depuis 2003.
La bibliothèque privée de Reichow est désormais largement intégrée à la bibliothèque de l'Université HafenCity Hambourg.
La société Hans-Bernhard-Reichow (de), fondée en 2009, s'occupe de la préservation et de la recherche de l'histoire architecturale de Hans Bernhard Reichow.

## Bâtiments et habitations

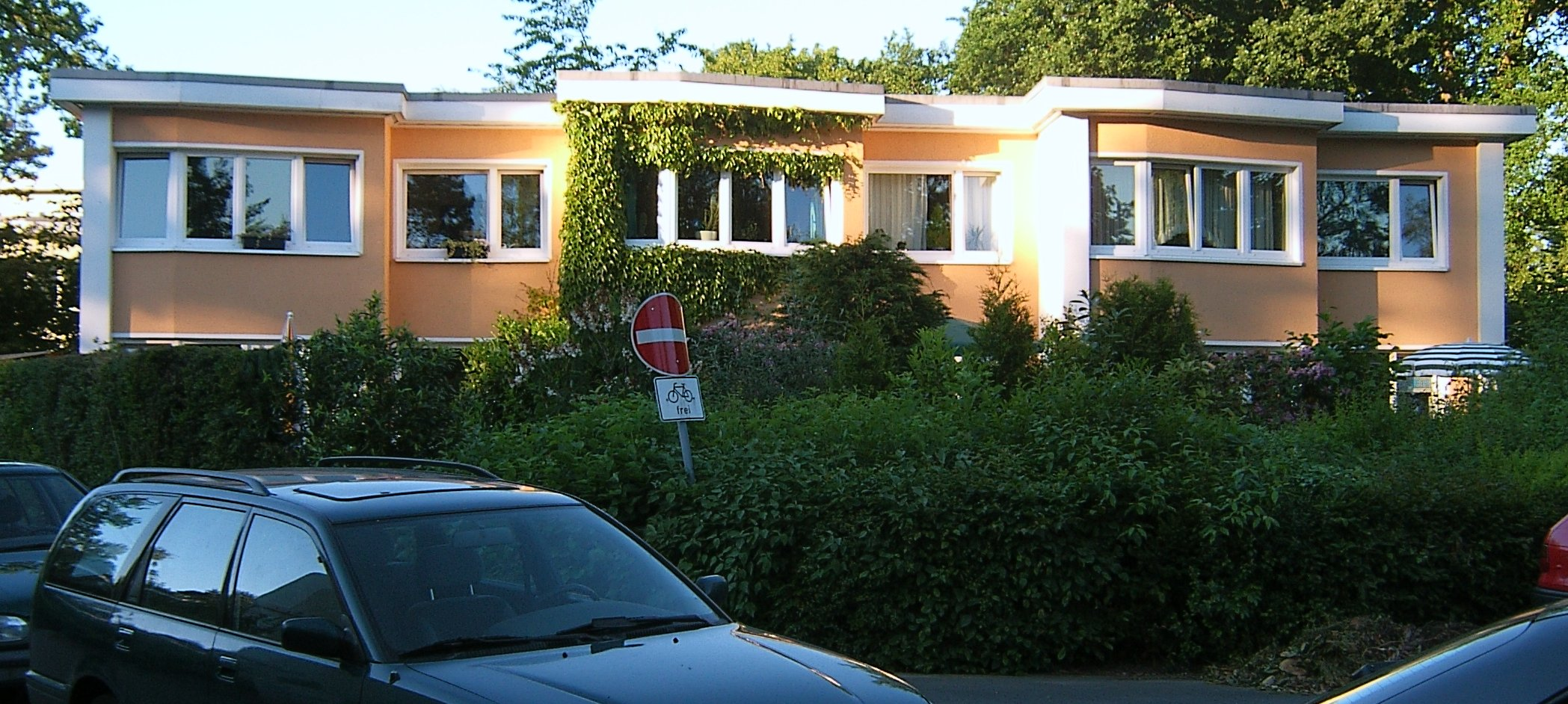
Lotissement d'Hohnerkamp, Hambourg

- 1928-29 : Maison Gresens, Podejuch près de Stettin
- 1928–29 : lotissement mitoyen, Belgard
- 1934-1935 : Bureau du vêtement, Brunswick (aujourd'hui Académie des Beaux-Arts)
- 1936-38 : École de chef de district de la jeunesse hitlérienne "Peter Frieß" (de), Brunswick (non conservée)
- 1938: Revierhof dans le Quistorp-Aue, Stettin
- 1938–39: maison de retraite johanniste, Stettin
- 1940 : Colonie de Züllchow, Stettin
- 1946-47 : Maison Reichow, Hambourg
- 1951–52: lotissement ECA, Lübeck
- 1953–54 : Cité-jardin de Farmsen (de), Hambourg
- 1953–54 : lotissement d'Hohnerkamp (de), Hambourg
- 1956 : Plan-cadre pour le district de Brême-Vahr avec Max Säume (de) et Günther Hafemann (de).
  - 1957–62: Ville satellite de Neue Vahr, Brême
  - 1960-1965 : New Vahr, école élémentaire 3. Quartier (école sur la Witzlebenstrasse)
- 1956 : Aménagement cadre et voirie de la Sennestadt dans le secteur de l'ancienne commune de Senne II, depuis 1971 un arrondissement de Bielefeld
  - 1956-65 : Auditorium de l'école d'Oststadt (école Adolf Reichwein), Sennestadt
  - 1956–65 : Maison individuelle P., Sennestadt
  - 1956-65 : Bâtiment de l'usine de néotechnologie, Sennestadt
  - 1956-65 : Maison de la Santé, Sennestadt
  - 1956–65: Immeuble Ostallee (Elbeallee) Mitte, Sennestadt
  - 1956-65 : Bâtiment industriel Nadler-Werke, Sennestadt
  - 1956-65 : Cinéma avec restaurant « Bacchus », Sennestadt
  - 1956-65 : Caisse d'épargne du district, Sennestadt
  - 1956–65: Rangée de magasins à Ostallee (Elbeallee), Sennestadt
  - 1956–65: Immeuble GAGFAH, Sennestadt
  - 1956-65 : Immeubles d'appartements à Sennestadt
  - 1960–61: Immeuble résidentiel de grande hauteur sur Westallee (Rheinbeallee), Sennestadt
- 1959 : Limes de Wohnstadt (de), Schwalbach am Taunus
- 1962–66: Ensemble Parkwohnanlage West, Nuremberg (depuis 2005 sous protection d'ensemble)
- 1962 : Lotissement Steinrausch, Sarrelouis
- 1965-68 : École Ossietzkystrasse, Nuremberg

## Travaux
- Organische Stadtbaukunst. Georg Westermann, Braunschweig 1948.
- Organische Baukunst. Georg Westermann, Braunschweig 1949.
- Die autogerechte Stadt. Ein Weg aus dem Verkehrs-Chaos. Otto Maier Verlag, Ravensburg 1959.